# Someday (álbum de Yanni)
Someday es un álbum de compilación del músico griego  Yanni, lanzado bajo el sello Unison en 1999.

## Temas
| #  | Tema                 | Duración |
| -- | -------------------- | -------- |
| 1. | "Within Attraction”  | 04:11    |
| 2. | "Enchantment”        | 03:54    |
| 3. | "A Word in Private"  | 03:42    |
| 4. | "Before I Go"        | 04:33    |
| 5. | "Felitsa"            | 04:50    |
| 6. | "Someday”            | 04:36    |
| 7. | "The Rain Must Fall" | 04:41    |

## Personal
Todos los temas musicales presentes en este disco fueron compuestos por Yanni